# Niedamirów
Niedamirów (deutsch Kunzendorf) ist ein Ort in der Stadt- und Landgemeinde Lubawka (Liebau) im Powiat Kamiennogórski der Woiwodschaft Niederschlesien in Polen. 

## Geographie
Niedamirów liegt im Rehorngebirge, unmittelbar an der Grenze zu Tschechien. Es wird über eine Stichstraße von Jarkowice (Städtisch Hermsdorf) aus erreicht, die in Niedamirów endet. Nachbarorte sind Opawa und Miszkowice im Norden sowie Paprotki (Städtisch Hartau) und Lubawka im Nordosten. Jenseits der Grenze zu Tschechien, das über den Auto-Grenzübergang Lubawka–Královec erreicht wird, liegen Královec im Osten, Lampertice im Südosten, Bobr,  Křenov (Krinsdorf) und Žacléř im Süden, Dolni Lysečiny (Ober Kolbendorf) und Albeřice (Albendorf) im Westen und Mala Úpa (Kleinaupa) im Nordwesten.

## Geschichte
Das Gebiet um Kunzendorf gehörte zunächst zu Böhmen und gelangte im 13. Jahrhundert an Herzog Bolko I. Kunzendorf wurde vermutlich Anfang des 14. Jahrhunderts gegründet und gehörte der Adelsfamilie Seidlitz. Zusammen mit dem Herzogtum Schweidnitz gelangte es 1368 wiederum an die Krone Böhmen. Bis 1378 war es zusammen mit Oppau, Buchwald und Tschöpsdorf Witwengut der Marita von Se(i)dlitz, einer Hofmeisterin der Herzogin Agnes. In diesem Jahr verkauften Maritas Söhne Hans Schonevogel und Kuncze Hunder Kunzendorf und die anderen genannten Ortschaften mit allen Besitztümern und Rechten dem Zisterzienserkloster Grüssau. Zur Bestreitung der Türkensteuer musste 1558 Kunzendorf gemeinsam mit Oppau, Tschöpsdorf und Buchwald verpfändet werden. Während der Verpfändungsperiode entwickelte sich in den Dörfern das Luthertum. Nach der Rückkehr zum Kloster erfolgte die Rekatholisierung der Bevölkerung.
Nach dem Ersten Schlesischen Krieg fiel Kunzendorf 1742 zusammen mit Schlesien an Preußen. 1810 wurde das Klostergut säkularisiert. Nach der Neugliederung Preußens 1815 gehörte Kunzendorf zur Provinz Schlesien und war ab 1816 dem Landkreis Landeshut eingegliedert, mit dem es bis 1945 verbunden blieb. Es bildete eine eigene Landgemeinde und gehörte seit 1874 zum Amtsbezirk Oppau. 1939 lebten 456 Einwohner in Kunzendorf.
Als Folge des Zweiten Weltkriegs fiel Kunzendorf 1945 wie fast ganz Schlesien an Polen und wurde in Niedamirów umbenannt. Die deutsche Bevölkerung wurde vertrieben. Die neuen Bewohner waren zum Teil Heimatvertriebene aus Ostpolen. 1975–1998 gehörte Niedamirów zur Woiwodschaft Jelenia Góra. Seit 1995 findet in Niedamirów jährlich ein „Festival der drei Kulturen“ (Festiwale Trzech Kultur) statt, das zur Verständigung zwischen Deutschen, Tschechen und Polen beitragen soll.

## Persönlichkeiten
- Christian Benjamin Klein (* 14. Mai 1754 in Kunzendorf; † 17. September 1825 in Schmiedeberg), Organist und Kantor